# Fachverband der Mineralölindustrie
Der Fachverband der Mineralölindustrie (FVMI) ist eine bundesweite Fachorganisation (Körperschaft öffentlichen Rechts) im Bereich der Wirtschaftskammer Österreich und als gesetzliche Interessenvertretung Bindeglied zwischen Wirtschaft und Öffentlichkeit. Mitglieder sind österreichische Unternehmen, die Rohöl aufsuchen und fördern (upstream), in Pipelines transportieren und lagern (midstream) und in eigenen oder konzernverbundenen Raffinerien verarbeiten sowie Mineralölprodukte vertreiben (downstream). Derzeit gehören dem Fachverband 27 aktive Mineralölunternehmen aus den up-, mid-  und downstream-Bereichen an.

## Schwerpunkttätigkeiten
In den Aufgabenbereich des FVMI fallen neben der umfangreichen gesetzlichen Interessenvertretung gemäß Wirtschaftskammergesetz (WKG), die regelmäßigen Abfragen, wie die wöchentliche Erhebung der Tankstellenpreise bei Kraftstoffen gemäß Preistransparenzgesetz für einen EU-weiten Vergleich, die firmenneutralen Auswertungen sowie Informationen für Regionalzonen im Inland für das Bundesministerium für Nachhaltigkeit und Tourismus.

### Kollektivvertragsverhandlungen für die Mitgliedsfirmen
Die Kollektivvertragsverhandlungen mit der Gewerkschaft der Privatangestellten, Druck, Journalismus, Papier sowie mit der Gewerkschaft PRO-GE für rund 4000 Beschäftigte sind eine zentrale Aufgabe des Fachverbandes. Der gemeinsame Kollektivvertrag für die Arbeitnehmer in der Mineralölindustrie Österreichs wird als Druckwerk und auf der FVMI-Website sowie in der Kollektivvertragssammlung der WKO veröffentlicht und regelmäßig aktualisiert.

### Stellungnahmen als Branchenvertretung
Der Fachverband der Mineralölindustrie ist zuständig für die Koordinierung und Verfassung von Stellungnahmen im Rahmen der branchenspezifischen Begutachtung von EU-Richtlinien und nationalen Gesetzes- und Verordnungsentwürfen gegenüber Ministerien und sonstigen Behörden.

### Fachliche Betreuung relevanter Themen
Branchenrelevante Bereiche, wie Umwelt- und Energiethemen (Energieeffizienz, Klimastrategie, Emissionshandel, Feinstaubproblematik, Kraftstoff- und Biokraftstoffbestimmungen, Normen, Abwasser und Abfall, REACH etc.), steuer-, gewerberechts- und sozialpolitische Themen, werden vom Fachverband der Mineralölindustrie in Zusammenarbeit mit Firmenvertretern fachlich und organisatorisch betreut.

### Förderung des brancheninternen Informationsflusses
Branchenspezifische Informationen sowie Informationen über allgemeine wirtschaftliche Themen werden in Zusammenarbeit und Abstimmung mit den zuständigen Fachabteilungen der WKO an die Mitgliedsunternehmen weitergegeben.

## Geschäftsführung
Die Geschäftsführerin des FVMI ist Hedwig Doloszeski, Fachverbandsobmann ist Martijn van Koten/OMV AG.